# آنری شمارتین
آنری شمارتین (زادهٔ ۳۰ ژوئیهٔ ۱۹۱۸–۳۰ مهٔ ۲۰۱۱ میلادی) یک سوارکار مرد اهل کشور سوئیس بود. وی در بازی‌های المپیک تابستانی ۱۹۶۴ در توکیو برنده مدال انفرادی درساژ شد.
در سال ۱۹۶۸ او و گوستاو فیشر هر دو دومین ورزشکاران از سوئیس بودند که در پنج دورهٔ المپیک شرکت داشتند. (نخستین نفر پل مارتین ورزشکار رشتهٔ دو نیمه‌استقامت بود)
آنری شمارتین در آخرین المپیک خود بازی‌های المپیک تابستانی ۱۹۶۸ در مکزیکو سیتی پنجمین مدال خود را که مدال برنز تیمی بود بدست آورد و به‌طور انفرادی در ردهٔ هفتم به کار خود پایان داد.
او در مجموع پنج مدال را در مسابقات قهرمانی درساژ اروپا بدست آورده‌است که شامل دو مدال طلای انفرادی در سالهای ۱۹۶۳ و ۱۹۶۵ می‌شود.
پس از مرگ آنری شمارتین فدراسیون جهانی سوارکاری اعلام داشت که از او به عنوان «اسطوره در جهان درساژ» یاد می‌شود.